# Multiwavelet
Ein Multiwavelet ist ein vektorwertiges Wavelet mit matrixwertigen Tief- und Bandpassfiltern, das mehrere Signale als Vektor zusammengefasst gleichzeitig verarbeitet. 
Ein Multiwavelet hat stets mehr Freiheitsgrade als ein normales (sog. skalares) Wavelet und demzufolge kann es mehr Eigenschaften gleichzeitig aufweisen. So können Multiwavelets gleichzeitig symmetrisch, orthogonal und stetig sein sowie einen endlichen Träger haben, was bei skalaren Wavelets mit dem üblichen Skalierungsfaktor 2 unmöglich ist.
Um skalare Signale wie Funktionen oder Zahlenfolgen mit der Multiwavelettransformation zu bearbeiten, müssen diese in einer Vorverarbeitung in vektorwertige Folgen umgewandelt werden. Dieser Schritt wird begründet durch die funktionalanalytischen Interpretation, der Multiskalenanalyse. Wird dieser Schritt wie bei skalaren Wavelets vernachlässigt, kann es in der Bearbeitung zu ungewollten Störungen kommen.
Bisher gibt es allerdings noch keine überzeugenden Beispiele von Multiwavelettransformationen für die bekannteste Anwendung, die Bildkompression, die ein besseres Ergebnis als zum Beispiel das skalare, symmetrische, stetige sowie biorthogonale Daubechies-9/7-Wavelet liefern.